# Мітрідат (цар Колхиди)
Мітрідат Молодший (Філопатор) (*бл. 121 до н. е. — 81 до н. е.) — цар Колхіди у 85—81 до н. е. роках, царський намісник Боспору у 107 — 81 до н. е. роках, царський намісник Понту у 89—85 до н. е. роках.

## Життєпис
Походив з династії Мітрідатідів. Старший син Мітрідата VI Евпатора, царя Понту, та його сестрі Лаодіки. Про молоді роки та виховання фактично відсутні відомості.
Невдовзі після підкорення Боспорського царства у 107 році до н. е. батько призначає Мітрідата своїм намісником, можливо навіть з царським титулом. Утім військами розпоряджалися спочатку Діофант, згодом Неоптолем, військовими, що безпосередньо підпорядковувалися Мітрідату VI.
Мітрідат Молодший займався більше господарськими справами. Під його орудою було відновлено Пантікапей, що постраждав унаслідок війни зі Савмаком. Після цього стали зводитися нові споруди, перебудовано акрополь, споруджено додаткову оборонну стіну. Іншим напрямком Мітрідата було збір податків-форос (180 тис. медімнів хліба — 9,45 млн літрів та 200 талантів — 1,2 млн драхм), будівництво військових кораблів на набір вояків з-поміж скіфів, меотів, сіндів, боспорян для війська Мітрідата VI. Також відповідав за карбування монети.
Активна діяльність на посаді намісника сприяли відновленню й економічному піднесенню боспорських міст. Це підняло престиж Мітрідата Молодшого в областях Понту. У цей час він став іменуватися як мітрідат Філопатор. Початкові успіхи Мітрідата VI в Малій Азії під час Першої війни з Римом дали додаткові прибутки Боспору й водночас надали Мітрідату Молодшому більшої самостійності.
У 89 до н. е. після захоплення території колишнього Пергамського царства Мітрідат VI призначив Мітрідата Молодшого також намісником Понту. У цей час на думку частини дослідників разом з іменем Мітрідата VI карбувалася монограма Мітрідата Молодшого Філопатора.
У 85 до н. е. разом з понтійськими військовиками Діофантом і Мемнандром проти римського військовика Гая Флавія Фімбрії, але зазнав поразки у битві при Еоліді. У цей час Мітрідата Молодшого було призначено басілевсом (царем Колхіди). Про це йдеться в Аппіана, який повідомляв, що бунтівні колхи зажадали від Мітрідата VI, щоб він призначив їм у царі свого сина, теж Мітрідата, і коли їх бажання було задоволено, вони відразу підкорилися Понту. Разом з тим до Другої Мітрідатової війни Колхіда перебувала в повній залежності від понтійського царя і син його на колхидському престолі мав обмежену владу. Випуск мідних монет колхидського походження Мітрідата Молодшого виявлено у Вані та в Діоскуріаді. Звертає на себе увагу відсутність на цих монетах згадок титулу й імені Мітрідата, яких слід було б очікувати, якби ці монети випускалися від імені хоча б і васального, але все ж царя Колхіди.
Мітрідат Молодший у власних інтересах використовував об'єктивну тенденцію ослаблення влади батька в регіоні Північного і Східного Причорномор'я, став майже незалежним. При цьому був спадкоємцем престолу, що мав підтримку в Понті, Капподокії та Софені.
Мітрідат VI Євпатор, у 81 році до н. е. запідозривши свого сина в штучному роздмухуванні невдоволення колхів та боспорян, відкликав до Синопа (столиці Понтійського царства), запроторив до в'язниці, а незабаром стратив.